# 鈴木敬夫
鈴木 敬夫（すずき けいふ、스즈키 케이후、Keifu SUZUKI、1938年11月17日 - ）は、日本の法学者。専門は、法哲学・会社犯罪・アジア法。法学博士（高麗大学・1988年）。札幌学院大学名誉教授。日本におけるアジア法の先駆者

## 人物 および 略歴
1938年、当時日本の統治下にあった、朝鮮元山に生まれる。戦後、両親とともに日本に引き揚げ、高校までを北海道で過ごし、札幌市立東高等学校（現在の北海道札幌東高等学校）卒業。 1957年、 専修大学法学部に入学。
大学院において、G.ラートブルフ門人常盤敏太（元一橋大学教授、専修大学教授）に師事し法哲学を学び、併せて椎津盛一（元大審院判事、専修大学教授）に就き商法を研究する。
さらに、大学院時代は、専修大学で非常勤として講義をした他大学諸教授の後を追い各々の先生方の所属大学に出かけ、その講義やゼミに参加することが許され、見識と人脈を広めた。
1968年札幌商科大学商学部助教授、1976年同大商学部教授。
1984年札幌学院大学（1984年札幌商科大学から改称）法学部教授。札幌学院大学においては、法学部、大学院修士課程法学研究科の設置に尽力した。
西ドイツ、大韓民国へ留学。フライブルク大学（1975年及び1999年）では、E.ヴォルフに法哲学を、K.ティーデマンに経済刑法を学ぶ。大韓民国高麗大学校大学院博士課程に入学、沈在宇（法哲学、刑法）に師事し、抵抗権とくに日本の植民地統治法による植民地支配に関する研究をまとめ、高麗大学において日本人に対して最初に授与された法学博士（1988年）となる。

2007年に札幌学院大学の教授を定年となり、同名誉教授。定年後４年間、中国広東省汕頭市の汕頭大学法学院で専任教授として「現代日本法」を講義した。中国政法類核心期刊『太平洋学報』（汕頭大学法学院）編委。2011以降、湖南省長沙市の湖南大学法学院大学院博士課程教授（兼職）として、「現代東亜民主与法制」を担当。
古希時において、日本アジア法学会のメンバーおよび韓国、中国、台湾の研究者20名による、『北東アジアにおける法治の現状と課題 鈴木敬夫先生古希記念』、編集委員 孝忠延夫、鈴木賢（成文堂、2008年）が出版された。
また、2009年12月、中国法学界を代表する研究者20名、徐顕明教授、韓大元教授、陳興良教授、陳弘毅教授、郭道暉教授、何勤華教授など、吉林、北京、上海、香港に至る諸教授から、『法下的人権与国権 鈴木敬夫教授古希記念論文集』湖南大学法学院長 杜鋼建教授等編（法律出版、2009年）が贈られた。

日本語の他、英語、独語、韓国語、中国語とあわせて5ヶ国語を操る。

## 主な研究テーマ
- 法哲学における価値相対主義
- 商法・会社犯罪
- 東アジア（中国・韓国・台湾）における人権論

## 学歴[6]
- 1957年 専修大学法学部入学
- 1961年 専修大学法学部卒業
- 1963年 専修大学大学院法学研究科私法専攻修士課程修了、法学修士の学位を取得、修士論文「商法における企業の団体性の研究」
- 1966年 専修大学大学院法学研究科私法専攻博士課程修了 (単位取得満了退学)
- 1982年 高麗大学校（大韓民国）大学院法学研究科博士課程修了 (学点取得)
- 1988年 高麗大学校（大韓民国）より法学博士の学位を取得、 博士論文「法을 통한 朝鮮植民地 支配 -植民地統治法에 의한 民族教育과 独立思想의 弾圧-」(「法を通して行った朝鮮植民地支配 -植民地統治法による民族教育と独立思想の弾圧-」)

## 経歴[7]
- 1967年 文部省大学設置審議会にて、札幌商科大学助教授（法学）の認定を受ける。札幌商科大学開学準備委員。
- 1968年 札幌商科大学商学部助教授 (法学・商法)
- 1971年 - 1994年 北海学園大学経済学部兼任講師 (商法)
- 1973年 - 2019年 北海道警察学校特別講師 (民法・商法・会社犯罪)
- 1976年 同大商学部教授 (法学・商法)
- 1984年 札幌学院大学（1984年札幌商科大学から改称）法学部教授（法哲学・アジア法）
- その後も法学部長、国際交流センター長、大学院法学研究科長、札幌学院大学理事（3回）、常務理事（2回）等を歴任
- 北海道教育大学教育学部札幌分校兼担講師(法学・憲法、1988年 - 1990年)、酪農学園大学経済学部兼任講師(民法、1991年 - 1994年)、北海道情報大学経済学部兼担講師(法学・憲法、2002年 - 2005年)を兼任
- 山東大学法学院客座教授、吉林大学客座教授、黒竜江大学客座教授、北京国際文化研究中心客座研究員、私立松花江大学客座教授
- 中国農業大学人文社会科学学院名誉教授、中国青年政治大学法律系名誉教授、延辺大学名誉教授
- 2007年 札幌学院大学名誉教授
- 2007年 - 2010年 汕頭大学法学院訪問教授(海外特別招聘教授)、国際化事業開発企画委員会主席
- 2011年 - 2019年 湖南大学法学院兼職教授
- 専修大学緑鳳学会北海道支部長

## 著書、編著、編訳等
- 『民法』(常盤敏太と共著)（鳳舎、1968年）
- 『法学序説』(鳳舎、1968年)
- 『商法 総則・商行為』(椎津盛一と共著)（鳳舎、1969年）
- 『民法概論』(常盤敏太と共著)（鳳舎、1972年）
- 『商法 総則・商行為法 改訂版』(椎津盛一と共著) (鳳舎、1977年)
- 『魔笛の刑法』 G・ラートブルッフ著 (編訳) (鳳舎、1977年)
- 『現代韓国・台湾における法哲学』 沈在宇 他著 (訳編) (成文堂、1981年)
- 『現代韓国の法思想』(訳編) (成文堂、1982年)
- 『財産法入門』（久々湊晴夫他 共著）（成文堂、1983年）
- 『教材民法判例[第3刷改訂]』山畠正男他（編著）（北海道大学図書刊行会、1983年）
- 『現代韓国の憲法理論』兪鎮午 他著（編訳）（成文堂、1984 年）
- 『現代韓国の基本権論』金哲洙 他著(編訳) (成文堂、1985年)
- 『法哲学序説』(成文堂、1988年)
- 『現代中国の法思想』張宏生 他著(編訳) (成文堂、1989年)
- 『法을 통한 朝鮮植民地 支配에 관한 研究』(高麗大学校 民族文化研究所、1989年) (韓国語)
- 『朝鮮植民地統治法の研究- 治安法下の皇民化教育』(北海道大学図書刊行会、1989年)
- 『法哲学概論- 法哲学の風土的方法と世界史的構造』 Ⅰ・Ⅱ、李恒寧著（訳）(成文堂、1990年 、1992年)
- 『やさしい法学』(久々湊晴夫 他 共著) (成文堂、1992年)
- 『中国の死刑制度と労働改造』 高銘暄 他著 (編訳) (成文堂、1994年)
- 『中国の人権論と相対主義』 杜鋼建 他著 (編訳)（成文堂、1997年）
- 『やさしい法学 第2版 』(宇田一明 他 共著) (成文堂、1997年)
- 『やさしい法学 第3版 』(城下裕二 他 共著) (成文堂、2001年)
- 『法哲学の基礎 ラートブルッフの法哲学』(成文堂、2002年)
- 『東アジアの死刑廃止論考』 沈在宇 他著 (編訳) (成文堂、2007年)
- 『日本憲法与公共哲学』(編著/監訳) (法律出版社、2009年) 中国語 [千葉真・小林正弥編著『平和憲法と公共哲学』（晃洋出版、2007年）の翻訳]
- 『日本現代知識産権法理論』(編著/監訳)（法律出版社、2010年）中国語 [田村義之編『日本現代の知的財産権理論』の翻訳]
- 『相対主義法哲学与東亜法研究…一位日本拉徳布魯赫主義者的理論追求…』 (法律出版社、 2012) (中国語)
- 『現代中国の法治と寛容－国家主義と人権憲政のはざまで－』郭道暉 他著（編訳）（成文堂、2017）

など多数。中国語、韓国語の著作、論文も多数。

## 記念論集
- 『北東アジアにおける法治の現状と課題 鈴木敬夫先生古希記念』編集委員 孝忠延夫、鈴木賢（成文堂、2008年）
- 『法下的人権与国権 鈴木敬夫教授古希記念論文集』湖南大学法学院長 杜鋼建教授等編（法律出版、2009年）

## 所属学会
- 「日本法哲学会」
- 「日本刑法学会」
- 「国際法哲学・社会哲学学会」（IVR）
- 「アジア法学会」